# Parijs-Tours 1917
De twaalfde editie van Parijs-Tours  werd verreden op zondag 6 mei 1917. De wedstrijd had een lengte van 246 kilometer, startte in Parijs en eindigde in Tours. 
De wedstrijd werd, na twee afgelaste edities, georganiseerd ondanks de Eerste Wereldoorlog.
Philippe Thys won als eerste Belg de wedstrijd Parijs-Tours.

## Uitslag
| Plaats  | Naam              | Tijd     |
| ------- | ----------------- | -------- |
| Winnaar | Philippe Thys     | 7u14'00" |
| 2       | Marcel Godivier   | +2'00"   |
| 3       | Eugène Christophe | +8'00"   |
| 4       | Charles Mantelet  | +29'00"  |
| 5       | Félix Douarin     | +30'00"  |
| 6       | Charles Juseret   | +31'00"  |
| 7       | René Vandenhove   | +34'00"  |
| 8       | André Noël        | +47'00"  |
| 9       | Ali Neffati       | z.t.     |
| 10      | Lucien Cazalis    | +1u00    |

1896 · 
1897 · 
1898 · 
1899 · 
1900 · 
1901 · 
1902 · 
1903 · 
1904 · 
1905 · 
1906 · 
1907 · 
1908 · 
1909 · 
1910 · 
1911 · 
1912 · 
1913 · 
1914 · 
1915 · 
1916 · 
1917 · 
1918 · 
1919 · 
1920 · 
1921 · 
1922 · 
1923 · 
1924 · 
1925 · 
1926 · 
1927 · 
1928 · 
1929 · 
1930 · 
1931 · 
1932 · 
1933 · 
1934 · 
1935 · 
1936 · 
1937 · 
1938 · 
1939 · 
1940 · 
1941 · 
1942 · 
1943 · 
1944 · 
1945 · 
1946 · 
1947 · 
1948 · 
1949 · 
1950 · 
1951 · 
1952 · 
1953 · 
1954 · 
1955 · 
1956 · 
1957 · 
1958 · 
1959 · 
1960 · 
1961 · 
1962 · 
1963 · 
1964 · 
1965 · 
1966 · 
1967 · 
1968 · 
1969 · 
1970 · 
1971 · 
1972 · 
1973 · 
1974 · 
1975 · 
1976 · 
1977 · 
1978 · 
1979 · 
1980 · 
1981 · 
1982 · 
1983 · 
1984 · 
1985 · 
1986 · 
1987 · 
1988 · 
1989 · 
1990 · 
1991 · 
1992 · 
1993 · 
1994 · 
1995 · 
1996 · 
1997 · 
1998 · 
1999 · 
2000 · 
2001 · 
2002 · 
2003 · 
2004 · 
2005 · 
2006 · 
2007 · 
2008 · 
2009 · 
2010 · 
2011 · 
2012 · 
2013 · 
2014 · 
2015 · 
2016 · 
2017 · 
2018 · 
2019 ·
2020 ·
2021 ·
2022 ·
2023 ·
2024 ·
2025